# Рибейра-ду-Помбал (микрорегион)
Рибейра-ду-Помбал (порт. Microrregião de Ribeira do Pombal) — микрорегион в Бразилии, входит в штат Баия. Составная часть мезорегиона Северо-восток штата Баия. 
Население составляет 309 450 человек (на 2010 год). Площадь — 8228,979 км². Плотность населения — 37,60 чел./км².

## Демография
Согласно сведениям, собранным в ходе переписи 2010 г. Национальным институтом географии и статистики (IBGE), население микрорегиона составляет:						
| Полное население                             | Полное население                             | Полное население                             | Полное население                             | 309 450 |
| -------------------------------------------- | -------------------------------------------- | -------------------------------------------- | -------------------------------------------- | ------- |
| в том числе:                                 | Городское население                          | 137 222                                      | Процент городского населения, %              | 44,34   |
|                                              | Сельское население                           | 172 228                                      | Процент сельского населения, %               | 55,66   |
|                                              | Мужское население                            | 154 334                                      | Процент мужского населения, %                | 49,87   |
|                                              | Женское население                            | 155 116                                      | Процент женского населения, %                | 50,13   |
| Плотность населения, чел/км²                 | Плотность населения, чел/км²                 | Плотность населения, чел/км²                 | Плотность населения, чел/км²                 | 37,60   |
| Население микрорегиона в % к населению штата | Население микрорегиона в % к населению штата | Население микрорегиона в % к населению штата | Население микрорегиона в % к населению штата | 2,21    |

## Статистика
- Валовой внутренний продукт на 2003 год составляет 592 254 751,00 реалов (данные: Бразильский институт географии и статистики).
- Валовой внутренний продукт на душу населения на 2003 год составляет 1981,01 реалов (данные: Бразильский институт географии и статистики).
- Индекс развития человеческого потенциала на 2000 год составляет 0,581 (данные: Программа развития ООН).

## Состав микрорегиона
В составе микрорегиона включены следующие муниципалитеты:
1. Адустина
2. Антас
3. Банзаэ
4. Сипо
5. Сисеру-Дантас
6. Фатима
7. Элиополис
8. Итапикуру
9. Нова-Сори
10. Нову-Триунфу
11. Олиндина
12. Парипиранга
13. Рибейра-ду-Ампару
14. Рибейра-ду-Помбал